# Сант'Антонио (Модена)
Сант'Антонио (итал. Sant'Antonio) је насеље у Италији у округу Модена, региону Емилија-Ромања.
Према процени из 2011. у насељу је живело 1243 становника. Насеље се налази на надморској висини од 710 м.